# Volkmar Hollstein
Volkmar Hollstein (* 21. April 1945) ist ein deutscher ehemaliger Fußballspieler. Von 1969 bis 1971 spielte er für die Betriebssportgemeinschaft BSG Wismut Aue in der DDR-Oberliga, der höchsten Liga im DDR-Fußball.

## Sportliche Laufbahn
Als 23-Jähriger schloss sich Volkmar Hollstein der BSG Wismut Aue an, bei der er zunächst ab 1968 in der drittklassigen Bezirksligamannschaft spielte. Bereits in der Saison 1969/70 wurde er in der Oberligamannschaft eingesetzt. Er bestritt fünf Partien, in denen er hauptsächlich im Angriff spielte. In der Begegnung Wismut Aue–FC Karl-Marx-Stadt (2:1) erzielte er mit dem Ausgleichstreffer zum 1:1 sein erstes aber auch einziges Oberligator. Als Mittelstürmer war er 1970/71 wieder mit fünf Einsätzen in der Oberliga vertreten. Daneben verhalf er der 2. Mannschaft zum Aufstieg in die DDR-Liga. Obwohl er zur Saison 1971/72 offiziell für die Oberligamannschaft nominiert worden war, spielte er ausschließlich in der 2. Mannschaft, für die er die Mehrzahl der Ligaspiele bestritt und einmal als Torschütze auftrat. 
Zur Saison 1972/73 delegierte die BSG Wismut Aue Volkmar Hollstein zum Wismutableger BSG Wismut Pirna-Copitz, dessen Fußballmannschaft ebenfalls in der DDR-Liga spielte. Holstein eroberte sich sofort als Mittelstürmer einen Stammplatz und bestritt 18 der 22 Ligaspiele. Mit sechs Treffern wurde er zum Torschützenkönig der Pirnaer. Die Mannschaft musste nach zwei Spielzeiten wieder in die Bezirksliga absteigen und ein Wiederaufstieg gelang nicht mehr. Hollstein blieb der BSG jedoch erhalten und engagierte sich bis in die 2000er Jahre bei der Sportgemeinschaft, die sich nach der Wende in den VfL Pirna-Copitz 07 umwandelte. U.a. war er dort auch als Übungsleiter tätig. 